# بيل ماركس
بيل ماركس (بالإنجليزية: Bill Marx)‏ هو صحفي أمريكي، ولد في 8 يناير 1953.